# Trachyspermum roxburghianum
Trachyspermum roxburghianum là một loài thực vật có hoa trong họ Hoa tán. Loài này được (DC.) H. Wolff miêu tả khoa học đầu tiên năm 1927.

## Hình ảnh

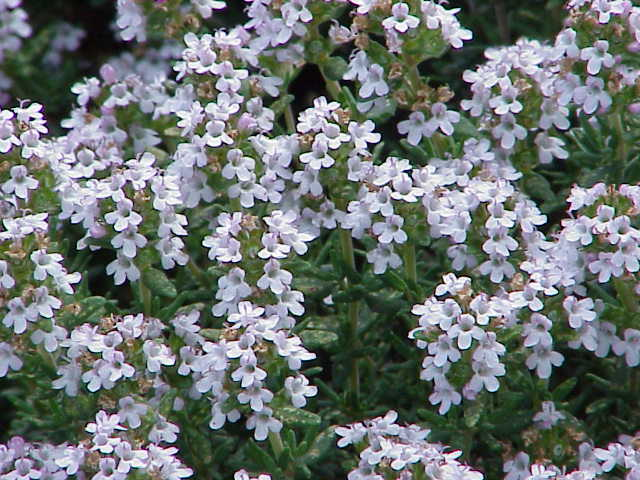